# Ungarnwälle
Als Ungarnwälle bezeichnet die Burgenforschung eine Gruppe meist größerer frühmittelalterlicher Burgwallanlagen in Süd- bzw. Südwestdeutschland, Sachsen und einigen anderen Gebieten. Die Burganlagen entstanden als Reaktion auf die Ungarneinfälle am Ende des Frühmittelalters, die von 899 bis zur Schlacht auf dem Lechfeld 955 dauerten.

## Geschichtlicher Hintergrund

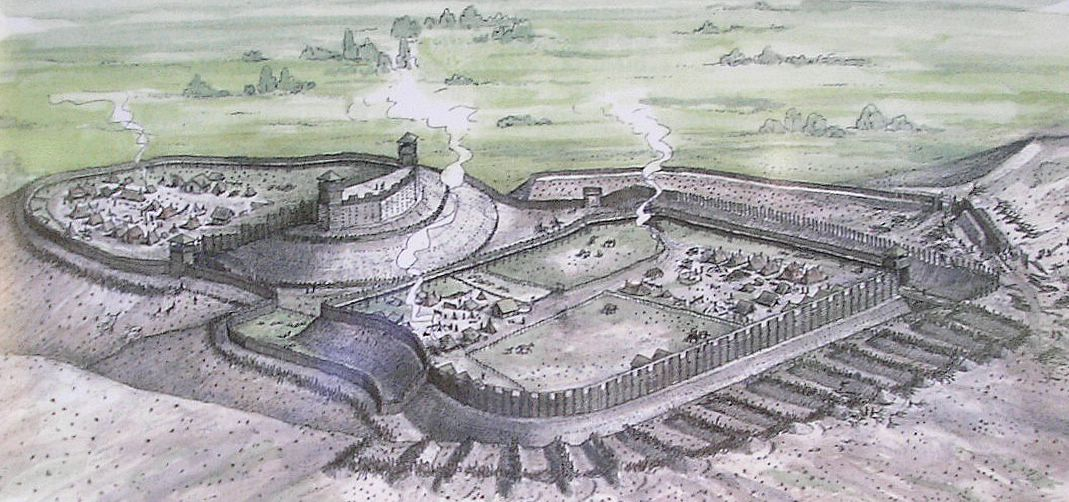
Rekonstruktion einer typischen größeren Ungarnschutzburg nach dem Vorbild der Haldenburg bei Schwabmünchen (Roger Mayrock, 2001)

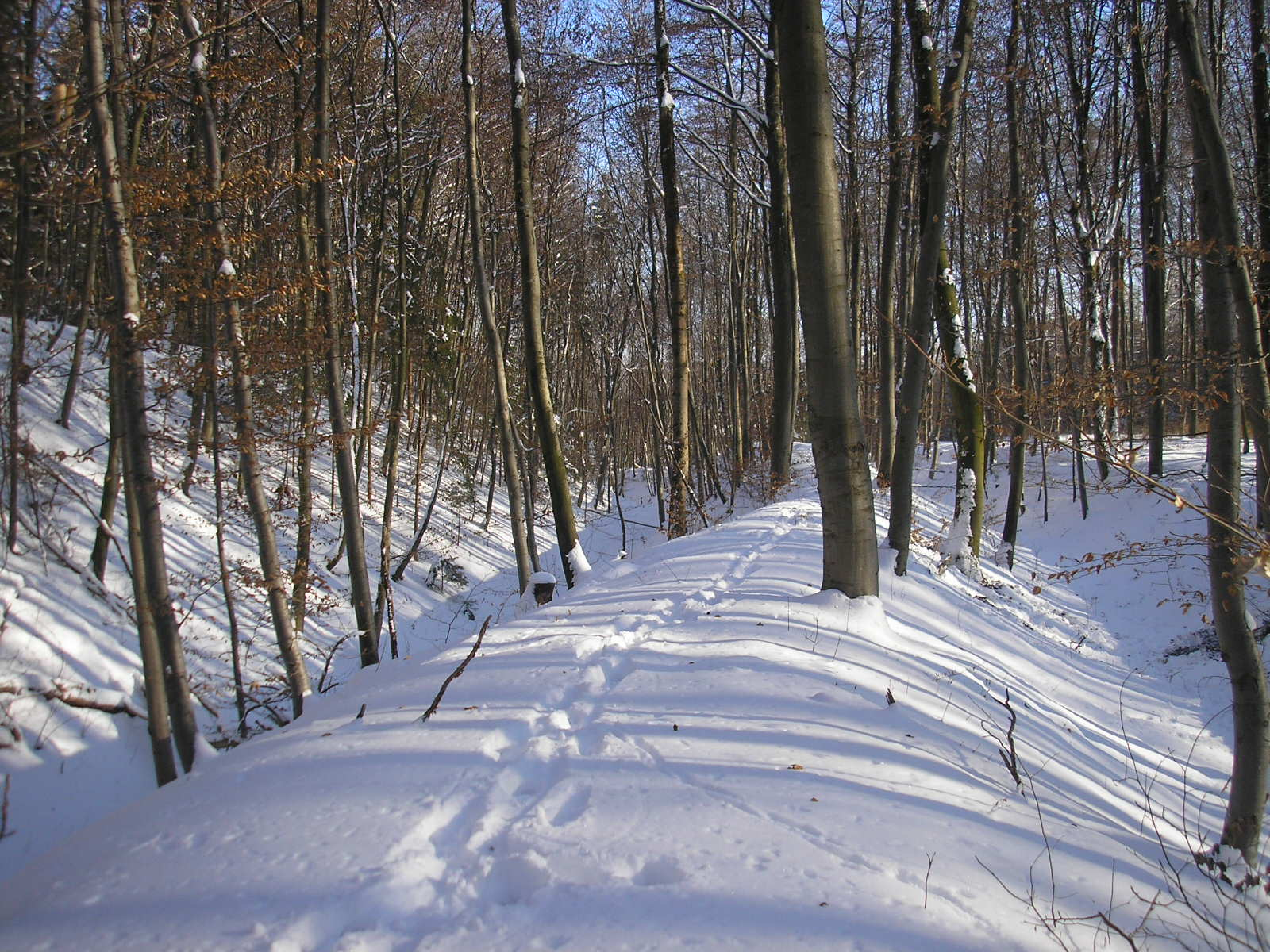
Das doppelte Hauptwallsystem der Birg bei Hohenschäftlarn (Oberbayern)

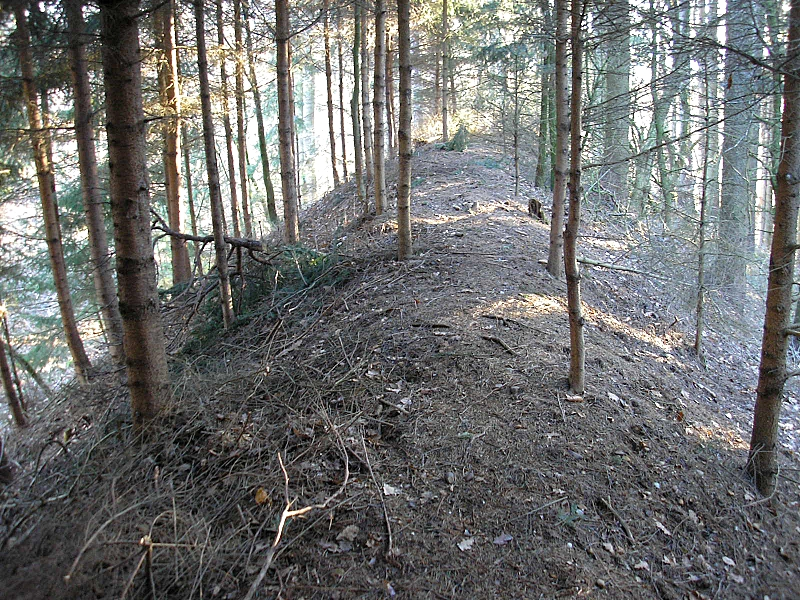
Die Wallkrone des Hauptwalles der Pfarrerschanze bei Todtenweis

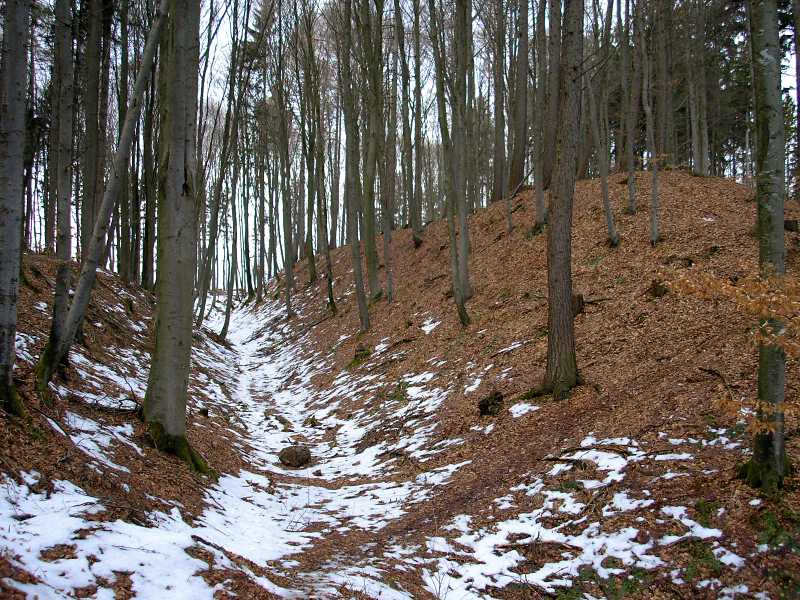
Der etwa acht Meter hohe Wall der Vorburg der Haldenburg bei Schwabmünchen

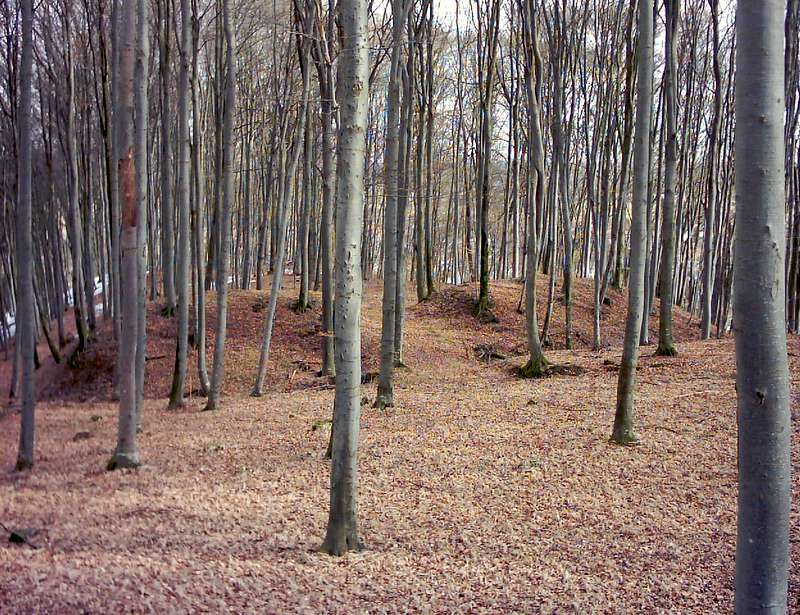
Der möglicherweise nachungarnzeitliche Frontwall des Burgstalls Siebnach südlich der Haldenburg

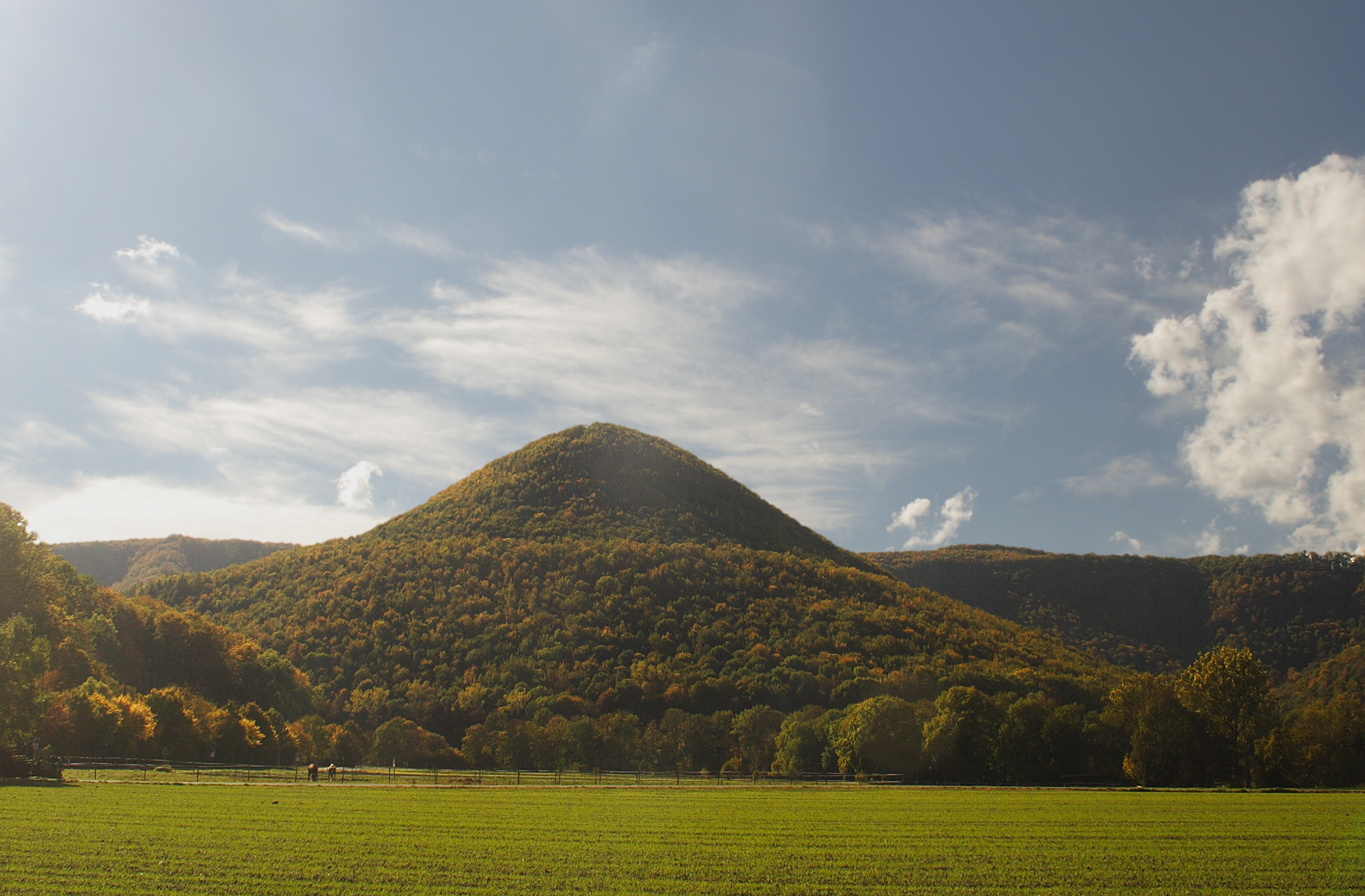
Der Runde Berg bei Bad Urach. Hier konnten einige magyarische Dornpfeilspitzen geborgen werden

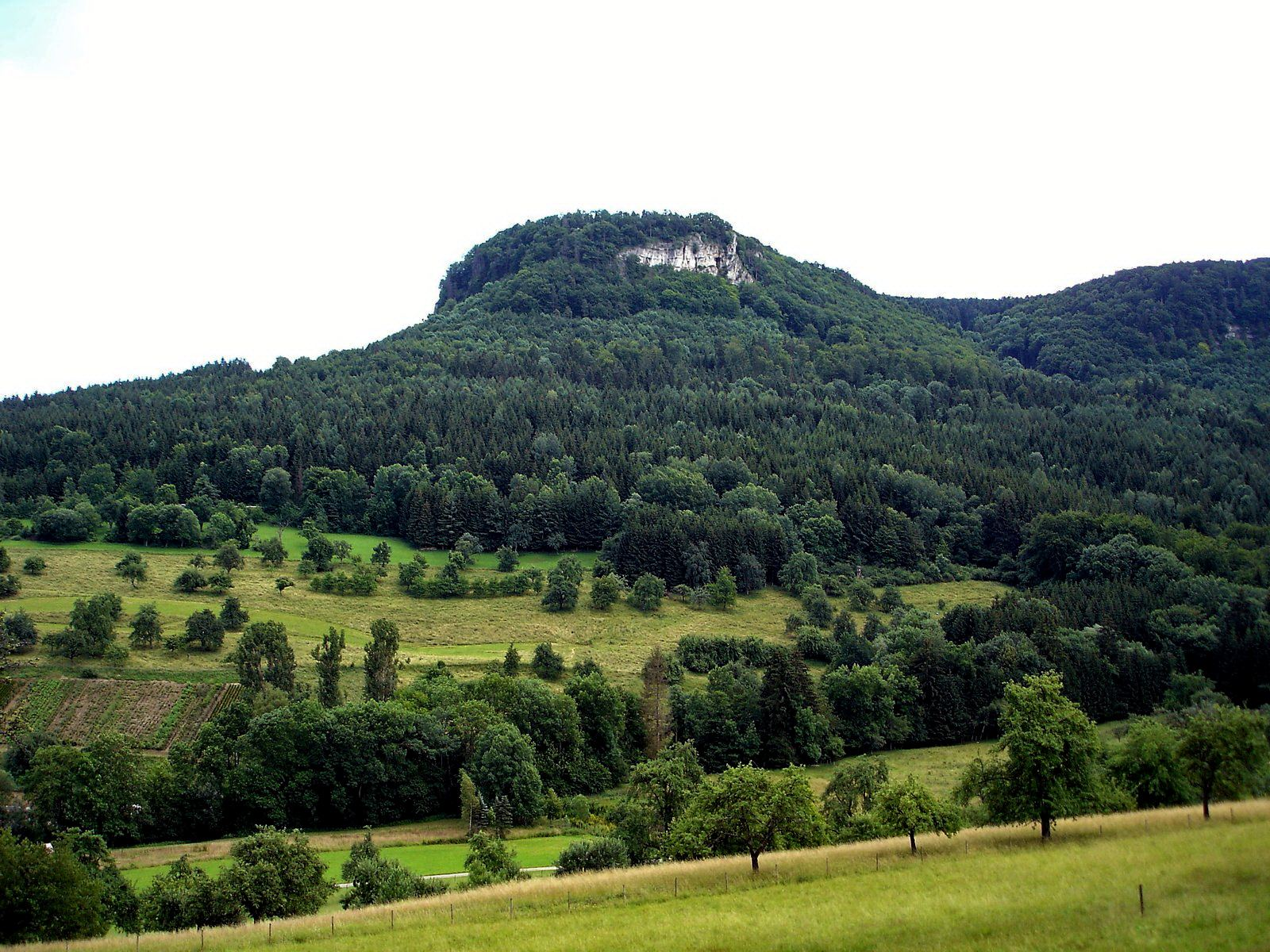
Der Gräbelesberg bei Albstadt

Die Wehranlagen entstanden im 9. und 10. Jahrhundert als Truppenstützpunkte und Schutzburgen für die Bevölkerung. 926 kam es zu einem erneuten, verheerenden Ungarneinfall, nachdem die Steppenreiter bereits erstmals 899 Bayern angegriffen hatten. König Heinrich I. erließ deshalb auf dem Wormser Reichstag eine Burgenordnung, in der die Anlage zahlreicher großer Burganlagen beschlossen wurde. Einige der Burgen wurden neu geplant, meist wurden jedoch ältere Wallanlagen ausgebaut und modernisiert. Zusätzlich ordnete der König die Befestigung bisher schutzloser Städte und Märkte an, es entstand rasch ein dichtes Netz militärischer Stützpunkte und Fluchtburgen in den gefährdeten Gebieten. Allerdings waren einige Burgwälle natürlich bereits vor dieser Zeit angelegt worden, so etwa in Eichstätt und St. Gallen.
Gleichzeitig wurde mit dem Aufbau einer schlagkräftigen Panzerreiterei begonnen; das bisherige Volksheer und die wenigen berittenen, meist adeligen Krieger konnten der Bedrohung alleine keinen ausreichenden Widerstand entgegensetzen. Beim Aufbau dieser Reitertruppe konnte man auf karolingische Traditionen zurückgreifen, bereits Karl Martell hatte die Mauren in der Schlacht von Tours und Poitiers mit Hilfe einer solchen gepanzerten Elitetruppe besiegt.
Das alte Volksheer bestand hauptsächlich aus Freien, die den östlichen Reiterkriegern als Fußkämpfer hoffnungslos unterlegen waren. Der Aufbau einer schwergepanzerten Reiterei war eine grundlegende Neuerung, welche die gesellschaftliche und politische Entwicklung Mitteleuropas deutlich veränderte. Die Ausrüstung der Elitekrieger war extrem teuer, die wenigen altadeligen Geschlechter konnten die „Ritter“ nicht allein aus ihren Reihen stellen. Also versah der Adel die Krieger mit einem Lehen, das die wirtschaftliche Absicherung des Panzerreiters gewährleisten konnte. Hierzu wurde auch Klostergut säkularisiert; bevorzugt wurden die Ländereien der von den Ungarn zerstörten Klöster eingezogen und an die Vasallen (Ministerialen) weitergegeben. Später entwickelten sich aus diesen Anfängen der Dienstadel und das mitteleuropäische Rittertum.
Heinrich I. gelang gegen hohe Tributzahlungen die Aushandlung eines zehnjährigen Waffenstillstandes. In dieser Zeit wurden zahlreiche, teilweise riesige Landesburgen und auch unzählige, kleinere Wallbefestigungen angelegt und die Panzerreitertruppe aufgebaut. 933 stellte man die Tributzahlungen vor Ablauf des Waffenstillstandes ein. Als Antwort kam es zu erneuten Angriffen, vorwiegend auf sächsisches und thüringisches Gebiet. Die Angreifer wurden hier jedoch bereits von den Reichstruppen erwartet. Die Bevölkerung war überwiegend evakuiert worden, die großen Landesburgen konnten als ideale Truppenstützpunkte der neuen, gepanzerten Elitetruppe dienen. Die Ungarn wurden durch zwei deutsche Heeresgruppen an der Werra und der Schlacht bei Riade in die Flucht geschlagen; die schwere Reiterei hatte ihre Bewährungsprobe gegen die östlichen Steppenreiter  bestanden. Die Niederlagen beeindruckten die Ungarn so sehr, dass es bis zum Tod Heinrichs I. zu keinen weiteren Überfällen auf ostfränkisches Gebiet kam. Später kam es jedoch zu zahlreichen erneuten Übergriffen, die erst durch die vernichtende Niederlage der Ungarn auf dem Lechfeld bei Augsburg beendet werden konnten.
Einige der großen Wallanlagen wurden noch kürzere Zeit als Sitze von Grafen oder Vögten weiterbenutzt und ausgebaut, viele aber verlassen und vom Wald überwuchert. Einige hochmittelalterliche Burgen nutzen die ungarnzeitlichen oder ursprünglich älteren Wallanlagen als zusätzliche Annäherungshindernisse, so etwa die Burg Kallmünz in der Oberpfalz oder die Karlsburg über Karlstadt in Unterfranken.

## Burgbann und Burgwerk
Der kurzfristige Ausbau der großen Ungarnschutzburgen mit ihren weitläufigen Erdwerken war nur durch eine straffe Organisation möglich. Alle heerbannpflichtigen Freien konnten auch zum Burgwerk herangezogen werden. Diese burgbannpflichtigen pagenses wurden durch die Grafen aufgeboten und eingesetzt. Das eigentliche Burgwerk mussten natürlich die Knechte und Hörigen der Freien erbringen. Die optimates, also der  reiche Hochadel, wurden direkt vom König aufgeboten. Die zu erbringende Arbeitsleistung bemaß man nach dem Grundbesitz des Burgwerkpflichtigen.  Jeder Gruppe (Dörfer, Hundertschaften) oder jedem burgwerkpflichtigen Einzelnen wurde ein Arbeitsabschnitt nach dem „Fußmaß“ zugewiesen.
Burgbann und Burgwerkspflichten waren bereits lange vor den Ungarnstürmen und nicht nur im ostfränkischen Gebiet verbreitet.  Der König konnte den Burgbann regional auch an den Hochadel abtreten oder von der Burgwerkpflicht befreien. Gelegentlich sind Burgwerkpflichten noch bis in die frühe Neuzeit belegbar. Besonders in Krisenzeiten wie den Ungarnstürmen war die Burgwerkpflicht mit einem Zufluchtsrecht verbunden. Die Erbauer der Wallanlagen durften also auch selbst mit ihren Angehörigen in der Wehranlage Schutz suchen.
Die meisten der zahllosen kleineren, oft sehr gut erhaltenen Dorfschutzburgen wurden hingegen wohl weitgehend in Eigeninitiative durch die Dorfgemeinschaften errichtet. „Bauernburgen“ sind also nicht etwa generell eine spätmittelalterliche Erscheinung, wie einige Forscher heute annehmen. Hierbei dürfte der Burgbann durch die Grundherren nicht immer vollständig beachtet worden sein.
Der Chronist Widukind von Corvey berichtet von agrarii milites, welchen die Aufsicht über die fertigen Burganlagen übertragen wurde. Es handelte sich hier offenbar um jeweils neun Mann, von denen einer sich hauptsächlich um die Instandhaltung und Bemannung der Wallanlage kümmerte. Die anderen acht mussten den Burgmann mitversorgen und ihn so von den Pflichten der täglichen Feldarbeit entlasten. Im Angriffsfall hatten sich allerdings alle agrarii milites an der Verteidigung zu beteiligen.
Die neuere Forschung geht davon aus, dass diese agrarii milites freie Bauern waren, nicht etwa Unfreie oder gar berittene Ministeriale. Zu den Pflichten der Neunergruppen gehörte auch die Bevorratung der Burg. Die freien Wehrbauern wohnten in der Regel nicht innerhalb der Wälle, sondern bewirtschafteten eigene Höfe im Umfeld. Nur der eigentliche Burgmann dürfte zumindest gelegentlich innerhalb der Burganlage gelebt haben. Die Angaben Widukinds beziehen sich allerdings vornehmlich auf den ihm bekannten sächsischen Bereich.

## Wälle
Die großen Ungarnschutzburgen unterscheiden sich deutlich von älteren, prähistorischen oder frühgeschichtlichen Befestigungsanlagen. Viele dieser Burgen könnten heute noch innerhalb weniger Tage in einen verteidigungsfähigen Zustand versetzt werden, so gut sind die Erdwerke erhalten. Die Wälle sind zwischen 6 und 15 m hoch, auch die Gräben erreichen entsprechende Tiefen. Die Anlagen liegen oft auf Hügelspornen und werden durch mächtige Hanggräben zusätzlich gesichert. Ein besonderes Kennzeichen sind die gewaltigen Erdwälle, die die Angriffsseite in der Art späterer Schildmauern schützen. Diese Frontwälle werden ebenfalls als Ungarnwälle bezeichnet; der Begriff bezeichnet also entweder die ganze Wallanlage, oder auch nur den großen Hauptwall. Manchmal liegen vor den tiefen Gräben der Frontwälle noch ausgedehnte Vorburgen, die nach der Beseitigung der Ungarngefahr gelegentlich unvollendet blieben. Vor dem äußeren Wall wurden oft ausgeklügelte Annäherungshindernisse angelegt, etwa Wolfsgruben und Baumverhaue. Bei einigen Anlagen, besonders im Augsburger Umland, haben sich auch aufgeschüttete Erdriegel erhalten, die senkrecht vor dem Außengraben angelegt wurden. Diese Erdrippen (Reitergassen) waren sicherlich mit Dornengestrüpp bepflanzt oder durch angespitzte Holzpfähle bewehrt. Die magyarischen Reiter konnten so nicht direkt am Graben entlang galoppieren und die Verteidiger mit den Pfeilen ihrer Reflexbögen beschießen. Auch Fußkämpfer wurden so längere Zeit vom Sturm der Wälle abgehalten und konnten leichter mit Steinen und Bögen bekämpft werden. Die Anlage der Wallburgen trägt so in spezieller Weise der besonderen Kampfweise der Ungarn Rechnung.
Die beeindruckenden Wälle sind in der Regel reine Erdschüttungen, sie sind also nicht durch den Versturz von Holz/Erde- oder Steinmauern entstanden. Die meisten Wallkronen trugen wohl nur Palisaden, sonstige Aufbauten stammen meist aus späterer Zeit. Die Wall- und Grabenböschungen sind sehr steil, nach innen überhöhen die Wälle die Burgplateaus um mehrere Meter.
Neben den großen Landesburgen (firmitates) entstanden zahlreiche kleinere Schutzburgen (munitiones) der Dorfgemeinschaften und einzelner Grundherren. Die charakteristischen Merkmale der großen Burgwälle finden sich hier in reduzierter Form wieder. Widukind von Corvey spricht beispielsweise von solchen kleineren Burgen auf der rechten Lechseite; tatsächlich tragen dort mehrere Wallanlagen deutliche ungarnzeitliche Züge. (Burgstall Burgadelzhausen, Pfarrerschanze und Eselsberg bei Thierhaupten, Vorderer Schlossberg Mering u. a.).
Neben der Haldenburg gilt im weiteren Umkreis des Lechfeldes besonders die Birg bei  Hohenschäftlarn (Landkreis München) als Idealfall eines Ungarnwalles. Das weitläufige Bodendenkmal veranschaulicht alle typologischen Merkmale einer solchen Wallanlage, wie sie bereits von Wilhelm Schneider definiert wurden.
Die Abschnittsbefestigung liegt auf einem, von Steilhängen geschützten Geländesporn über der Isar. Dem acht bis zehn Meter hohen Hauptwall ist ein – etwa vier bis fünf Meter tiefer – Doppelgraben mit Mittelwall vorgelagert. Vor dem Wallsystem sind im Gelände noch mehrere Reihen kurzer Erdrippen erkennbar. Vor diesen Reiterannäherungshindernissen liegt noch ein niedriger, wohl frühgeschichtlicher Erdwall. Um die Westseite der etwa 85.000 Quadratmeter umfassenden Wallanlage läuft der typische Hanggraben, der wie bei den meisten ähnlichen Anlagen heute weitgehend zu einer Berme verflacht ist.
Die Birg diente wahrscheinlich als Refugium des nahen Klosters Schäftlarn, bot aber auch der Bevölkerung der umliegenden Dörfer genügend Raum. In zeitgenössischen Urkunden ist von einem oppidum apud sceftilarii die Rede. Die Wallanlage war auch als Truppensammelplatz geeignet. Wenige Kilometer nordwestlich haben sich auf dem östlichen Hochufer die ausgedehnten Erdwerke einer weiteren vor- bis hochmittelalterlichen Burg erhalten. Auch diese Römerschanze wird wieder durch ein mächtiges, frühmittelalterliches Wallsystem geschützt.

## Dorn- und Baumverhaue als Annäherungshindernisse
Zahlreiche der erhaltenen  Schutzburgen waren wahrscheinlich im Vorfeld oder auf den Wällen durch Dornenhecken oder Baumverhaue gesichert. Ältere Wallanlagen konnten so mit relativ wenig Aufwand wieder verteidigungsbereit gemacht werden. Zur Anlage solcher einfacher Verteidigungseinrichtungen eigneten sich besonders die Hagebuche, die rasch neue Äste austreibt oder der Weiß- und Schwarzdorn.
Derartige Heckenbefestigungen erwähnte bereits Caesar in seiner Abhandlung über den Gallischen Krieg (De bello Gallico). Der Stamm der Nervier legte systematisch Knick- und Gebücklandwehren zur Abwehr feindlicher Reitertruppen um seine Siedlungsgebiete.
Noch im Spätmittelalter wurden häufig ähnliche Verteidigungslinien angelegt. Zahlreiche Landhegen aus Wall, Graben und Dornenhecke entstanden um die Territorien von Städten wie etwa Schwäbisch Hall oder Rothenburg ob der Tauber.
Aufwändiger war die Anlage von Baumverhauen entweder aus ganzen Stämmen mit ihren Ästen oder aus Geäst und zerhacktem Gestrüpp. Noch im 17. Jahrhundert verwendete man derartige Verhaue bzw. Verfälle gegen Reiterangriffe. Damals legte man diese Hindernisse meist in der Tiefe von etwa 100 Metern an.
Einige ungarnzeitliche Befestigungsanlagen bestanden wohl nur aus solchen Annäherungshindernissen ohne ausgeprägte Wallgräben. Ein archäologischer Nachweis dieser Burgen ist dementsprechend nur schwer möglich. Die relativ niedrigen  Wallanlagen einiger kleinerer und mittlerer mutmaßlicher Ungarnschutzburgen können eigentlich nur in Verbindung mit Dornverhauen ihre Funktion wirksam erfüllt haben.

## Ungarnwälle in zeitgenössischen Schriftquellen
Die ungarnzeitlichen Schutzburgen werden nur gelegentlich in den zeitgenössischen Schriftquellen erwähnt. Die meisten Urkunden des 10. Jahrhunderts enthalten nur Nachrichten über fromme Schenkungen.
Eine der wertvollsten schriftlichen Quellen sind neben der Chronik des Widukind von Corvey die Geschichten des Klosters St. Gallen des Abtes Ekkehard IV. (Casus sancti Galli). Abt Ekkehard berichtet hier von einem ungarischen Angriff auf sein Kloster im Jahr 926. Nachdem die ersten Gerüchte über einen bevorstehenden magyarischen Angriff verbreitet wurden, begann man mit der Anlage einer Wallburg über dem Fluss Sitter. Hierzu wurde ein hügeliger Geländesporn durch einen niedrigen Wallgraben abgetrennt. Zusätzlich sicherte ein Baumverhau die Hochfläche gegen Reiterangriffe. Innerhalb der Wallanlage entstand sogar eine kleine Holzkapelle als Bethaus. In der Kapelle verwahrte man auch die liturgischen Geräte und den Kirchenschatz.
Die kleine Bibliothek des Klosters wurde aus Sicherheitsgründen auf die Insel Reichenau überführt. Die nicht wehrfähigen „Jünglinge und Greise“ brachte man in der klösterlichen „Wasserburg“ (dem heutigen Wasserburg) am nördlichen Bodenseeufer in Sicherheit.
Neben der Anlage des Refugiums bereiteten die Klosterinsassen auch den aktiven Widerstand gegen die Ungarn vor. Man fertigte verschiedene Waffen wie Schleudern und Speere, aus Weidenkörben und Holzbrettern entstanden provisorische Schilde, aus Filz wurden Panzerungen angefertigt.
Die Ungarn griffen das Kloster auch tatsächlich an, zogen sich aber rasch zurück, als sie die gut befestigte Schutzburg über der Sitter bemerkten. Die Verteidiger konnten einige der fliehenden Ungarn bei Ausfällen töten. Die Gefahr war jedoch noch nicht beseitigt. In den nächsten Tagen verwüsteten und plünderten die Magyaren das Umland weiter aus. Die Befestigungsanlage wurde deshalb nochmals durch zusätzliche Baumverhaue und einen weiteren Graben verstärkt. Zusätzlich legte man einen Brunnen an.
Nachdem das Land weitgehend ausgeraubt worden war, setzten die Magyaren schließlich über den Rhein über, nachdem auch das belagerte Konstanz den Angriff zumindest innerhalb seiner Befestigungsanlagen überstanden hatte.
Ähnlich wie die Angaben Widukinds von Corvey (Burgensystem auf dem Lechrain) werden die Angaben Ekkehards durch die tatsächliche Existenz einer frühmittelalterlichen Wallanlage Waldburg (Häggenschwil. Kanton St. Gallen) in der Nähe des Klosters bestätigt. Trotz ihrer noch erkennbaren relativ schwachen Wallanlagen bewährte sich die „in großer Eile“ angelegte Fluchtburg in Verbindung mit den vorgelegten Baumverhauen als sicheres Refugium für die familia des Klosters.
Der Abt erwähnt in seiner Chronik noch einige weitere kleinere Ungarnwälle in der Umgebung. Er berichtet ferner vom Versagen der klösterlichen Ministerialen (milites), die „nur für sich selbst besorgt“ gewesen sein sollen.
Die klösterliche Burg über der Sitter wird auch in den Vitae sanctae Wiboradae genannt. Die hl. Wiborada hatte beim magyarischen Angriff den Tod gefunden, da sie als inclusa in ihrer Klosterzelle geblieben war.

## Forschungsstand
Die Erforschung dieser Befestigungstyps steckt noch in den Kinderschuhen. Besondere Verdienste hat sich hier der Laienforscher Wilhelm Schneider erworben, seine Arbeit (siehe Literatur) kann auch heute noch als Grundlage für die Beschäftigung mit diesen Burganlagen herangezogen werden. Die meisten Ergebnisse seiner Untersuchungen wurden später von der akademischen Forschung bestätigt. Viele Burgwallanlagen, die früher bestenfalls als „frühmittelalterlich“ eingeordnet wurden, werden heute als ungarnzeitlich datiert.
Jedoch sind einige dieser Einordnungen, die meist nur „nach Augenschein“ erfolgen können, kritisch zu hinterfragen. Da die politischen Wirren dieser Zeit den Ungarn und auch den Normannen erst erfolgversprechende Angriffe auf das Reichsgebiet ermöglichten, dürften einige der als ungarnzeitlich datierten Burganlagen primär als Reaktion auf regionale Konflikte angelegt oder ausgebaut worden sein. Die Zahl der tatsächlich in Mitteleuropa eingefallen magyarischen Krieger war zudem in der Realität wohl weit niedriger, als die Überlieferung berichtet.
Die Zuordnung einzelner Befestigungsanlagen zu diesem Burgentyp erfolgt meist auf Grund der beschriebenen typologischen Merkmale. Als nur zeitweilig genutzte Truppensammelplätze und Schutzburgen bieten solche Anlagen nur wenig aussagekräftiges archäologisches Fundmaterial. Die meisten dieser Burgen wurden wohl niemals von den Ungarn angegriffen. Die Reiterkrieger umgingen die befestigten Plätze wahrscheinlich großräumig.
In Nordbayern konnten jedoch bereits einige ungarische Pfeilspitzen im Bereich solcher Ungarnwälle geborgen werden (Turmberg Kasendorf, Weiherstein bei Wonsees u. a.). Auch auf dem Runden Berg bei Bad Urach (Schwäbische Alb) fanden sich mehrere Dornpfeilspitzen, die allgemein als zuverlässige Nachweise eines magyarischen Angriffes anerkannt werden. Hier wurden auch einige Hufeisen geborgen, die wohl von den einheimischen Reitertruppen zur Ungarnabwehr verwendet wurden und wahrscheinlich erst im Zuge der Ungarnkriege (Aufbau einer schlagkräftigen Panzerreitertruppe) größere Verbreitung im ostfränkischen Gebiet fanden.
Allerdings muss nicht jede mächtige Erdschüttung auf eine abschließende ungarnzeitliche Ausbaustufe der Befestigung hindeuten. Neuere Untersuchungen datieren etwa den bis zu 12 Meter hohen Sperrwall auf dem Schlossberg bei Kallmünz in die frühe Latènezeit, den Abschnittswall auf dem Bogenberg über Bogen in Niederbayern in die jüngere süddeutsche Urnenfelderzeit.
Solche älteren, typologisch ähnliche Wallanlagen dürfen jedoch während der Ungarnstürme und in den politischen Wirren vor und während dieser Angriffe willkommene Refugien gewesen sein, die relativ rasch wieder in einen verteidigungsfähigen Zustand versetzt werden konnten. Künftige archäologische Forschungen werden den „Katalog echter Ungarnwälle“ wohl weiterhin reduzieren und wertvolle Anhaltspunkte für die landesgeschichtliche Auswertung liefern.
Die typischen Hanggräben derartiger Wallanlagen waren im frühmittelalterlichen Festungsbau seit der Karolingerzeit verbreitet. In der Regel liegen mutmaßlich ungarnzeitliche Burgen auf eher mäßig hohen Bergspornen im Hügelland oder den Mittelgebirgen. Eine zusätzliche Hangsicherung in Form eines Grabens war hier durchaus auch gegen Reitertruppen notwendig. So konnten Überraschungsangriffe über die meist weniger gesicherten Flanken erschwert werden.
Einige Autoren zogen insbesondere in Zusammenhang mit der Bayerischen Landesausstellung  2001: „Bayern – Ungarn tausend Jahre“ die Existenz eines speziell für die Ungarnabwehr konzipierten Befestigungstyps und einen systematischen ungarnzeitlichen Burgenbau in Zweifel. Auffällig ist jedoch besonders die Häufung frühmittelalterlicher Burganlagen mit sehr ausgeprägten Wall-Grabensystemen und Reiterannäherungshindernissen im Bereich des Bistums Augsburg und benachbarten Gebieten. Auf die ungarnzeitliche Zeitstellung deuten hier die oft relativ flüchtige Ausführung und die enorme Größe der erhaltenen Bodendenkmäler. Einige derartige Anlagen scheinen nicht vollendet worden zu sein. Möglicherweise wurden die Schanzarbeiten nach der Beseitigung der Ungarngefahr eingestellt und die nun nicht mehr benötigten Befestigungsanlagen aufgelassen.

## Beispiele großer mutmaßlicher Ungarnschutzburgen
Die großen Wallanlagen mit ungarnzeitlichen Merkmalen gehen oft auf vor- und frühgeschichtliche Siedlungen oder Wehranlagen zurück. Frühmittelalterliche Befestigungselemente erweitern oder überlagern hier häufig wesentlich ältere Erdwerke.

### Baden-Württemberg
- Alte Burg (Fridingen an der Donau)
- Buigen (Herbrechtingen)
- Bussen (Uttenweiler)
- Dreifaltigkeitsberg (Spaichingen)
- Gräbelesberg und Schalksburg (beide Albstadt)
- Heidengraben (Grabenstetten)
- Ipf (Bopfingen)
- Heuneburg (Hundersingen)
- Heuneburg (Upflamör bei Zwiefalten) und Reiffersberg
- Rosenstein (Heubach) mit den Nebenwerken Hochberg und Mittelberg
- Runder Berg (Bad Urach)
- Frankenschanze (Leingarten)

### Bayern
- Birg (Hohenschäftlarn)
- Birg (Kleinhöhenkirchen)
- Ringwall Buschelberg (Fischach)
- Burgstall Schwedenschanze (Cham), erstmals 976 erwähnt
- Haldenburg (Schwabmünchen)
- Kallmünz (frühmittelalterliche Fliehburg auf dem Schlossberg, die allerdings einen im Kern bereits gegen 1200 v. Chr. errichteten Wall nutzt)
- Schanze Wagesenberg (Wagesenberg, Pöttmes)
- Weiherberg (Christgarten bei Nördlingen)